# エルサレムのペラギア
贖罪者ペラギア（英: Pelagia the Penitent, ? - 457年頃）またはエルサレムのペラギアは、5世紀頃の役者、踊り子。キリスト教の贖罪者で、カトリック教会および正教会で聖人である。記念日は10月8日。聖ペラギア（羅: Sancta Pelagia）ともアンティオキアのペラギア（羅: Pelagia antiochena）とも遊女ペラギア（英: Pelagia the Harlot）とも呼称される。15歳で殉教した少女ペラギアとしばしば混同される。

## 人物像
ヤコボスが記した『ペラギア伝』によると、アンティオキアでマルガリタまたはマリナを名乗っていた踊り子、役者とされる。放蕩をして暮らしていたが、エジプトの司教ノンヌス（聖ノンヌス、Nonnus）と出会い回心した後、ペラギウス (Pelagius) と名前を変え男装の修道士となり、エルサレムのオリーブ山において隠遁し贖罪して暮らしたとされる。聖人伝についての詳細は後述するが、伝えられているペラギアの贖罪と忍耐の物語はエジプトのマリアやマグダラのマリアの物語との類似がみられる。

### 修道士処女（モナコパルテノス）
聖ペラギアと同一視される聖人に聖マリーナおよび聖マルガリタが存在し、いずれも男装して修道士として暮らした聖人伝が伝えられている。どれも海に関係する名前であり、ペラギアは"海の女"、マリナは"海"を、マルガリタは"真珠"を意味する。
ヘルマン・ウーゼナーはこれらの聖女の伝説はアプロディーテーの神話がキリスト教的に作り替えられたものとしたが、一般的な意見ではない。

## 聖人伝
『黄金伝説』では次のように伝えられている。
アンティオキアのペラギアは裕福で美しい貴婦人だったが、淫蕩で高慢であった。ペラギアが取り巻きを引き連れて歩いている姿を見かけたヘリオポリスの司教ノンヌスはひどく心を痛め、自らの至らなさを主に謝罪した。ある日、ノンヌスが教会で説教をしていると、群衆の中にペラギアの姿があった。ペラギアはノンヌスの言葉に心を打たれ、回心し洗礼を受けた。ペラギアは洗礼を受けたのち、自らの財産をすべて貧しい人たちに分け与えて町を出た。ペラギアはオリーブ山で修道士として暮らし、禁欲と贖罪の日々を過ごした。ペラギアの評判は広まり、ペラギウスという修道士として知られることとなった。その後、ノンヌスの助祭が巡拝に出かける際、ペラギウスの噂を聞いていたノンヌスは助祭に巡拝の後にペラギウスを訪ねるよう言った。訪ねた助祭は痩せこけたペラギウスがペラギアだとは気が付かなかったが、ペラギアは助祭を覚えていたので、司教にペラギウスのために主に祈ってもらうよう願った。3日後に助祭がペラギウスの元に再び訪れるとペラギアは死んでいた。助祭がノンヌスに知らせると、ノンヌスは葬儀のために聖職者たちをすべて連れてペラギウスの元に向かった。彼らがペラギウスの遺体を運びだすとペラギウスが女だったと気づき、驚くとともに神に感謝をささげ、ペラギアの遺骸を葬ったここまで。